# Катина
Ка́тина — село в Україні, у Самбірському районі Львівської області. Населення становить 409 осіб. Орган місцевого самоврядування — Хирівська міська рада.
Неподалік від села розташоване заповідне урочище «Катина».

## Назва
За роки радянської влади село в документах називали «Катине». 1989 року селу повернули історичну назву.

## Історія
В дорадянський час існувало два окремих села — Катина Рустикальна (нинішня північа частина села) і Катина Шляхетська (південна частина села).
До 1772 року село належало до Перемишльської землі Руського воєводства. Уже в 1563 році була церква.
У 1772—1918 роках — у складі Австро-Угорської монархії, провінція Королівство Галичини та Володимирії. У 1880 році села належали до Добромильського повіту, у селі Катина Рустикальна налічувалось 234 мешканці, а в селі Катина Шляхетська налічувалось 149 мешканців (майже всі — греко-католики, крім кількох римо-католиків).
У 1919—1939 роках село належало до Добромильського повіту Львівського воєводства, в 1934-1939 р. входило до ґміни Стажава. 1925 року в селі була побудована церква Соб. Пр. Богородиці, була дочірньою церквою парохії Лопушниця Устрицького деканату Перемишльської єпархії УГКЦ. У 1939 році в селі Катина Рустикальна мешкало 380 осіб (усі — українці), а в селі Катина Шляхецька — 330 осіб (260 українців-греко-католиків, 60 українців-римокатоликів, 5 поляків і 5 євреїв.
З 1940 року село належало до Хирівського району Дрогобицької області УРСР.

## Географія
За 2,6 км на захід від північного краю села знаходиться найзахідніша точка Львівської області.

## Відомі люди
В селі народився Борковський Пантелеймон (1824—1911) — український оперний та камерний співак (бас-профундо).